# Kalé Dor Kayiko
Kalé Dor Kayiko ist eine Kale-Kulturorganisation im Baskenland. Sie wurde im Jahre 1989 gegründet und hat Zentren in Bilbao, Irun, Portugalete und Erandio.
Sie fördert sowohl die Sprachen der Roma-Bewohner im Baskenland, das Erromintxela, als auch das Caló (Spanisch-Romani).